# Oeneis leussleri
Oeneis leussleri är en fjärilsart som beskrevs av Bryant 1935. Oeneis leussleri ingår i släktet Oeneis och familjen praktfjärilar. Inga underarter finns listade i Catalogue of Life.